# Їржі Кохта
Їржі Кохта (чеськ. Jiří Kochta; 11 жовтня 1946, Прага, Чехословаччина — 3 квітня 2025) — чехословацький хокеїст, нападник.
Чемпіон світу 1972. Член зали слави чеського хокею з 2010 року.

## Клубна кар'єра
В чемпіонаті Чехословаччини грав за їглавську «Дуклу» (1965–1968) та празьку «Спарту» (1968–1979). Двічі здобував титул чемпіона країни (1967, 1968). Всього в лізі провів 453 матчі (185 голів).
З 1979 по 1981 виступав за німецький «Ландсгут». У першому сезоні Їржі Кохта та його одноклубник Еріх Кюнхакль набрали 144 (63+81) та 155 очок (83+72) відповідно, і посіли два перших місця у суперечці за звання найкращого бомбардира бундесліги. Наступного сезону знову другий бомбардир чемпіонату — 91 очко (37+54). Завершив виступи у команді другої бундесліги «Мюнхен-70». За сезон 1981/82 провів 42 матчі та набрав 109 очок (51+58).

## Виступи у збірній
У складі національної збірної був учасником двох Олімпіад (1968, 1972). У Греноблі здобув срібну нагороду, через чотири роки в Саппоро — бронзову.
Брав участь у восьми чемпіонатах світу та Європи (1967, 1968, 1970–1975). Чемпіон світу 1972; другий призер 1968, 1971, 1974, 1975; третій призер 1970, 1973. На чемпіонатах Європи — дві золоті (1971, 1972), три срібні (1968, 1974, 1975) та три бронзові нагороди (1967, 1970, 1973).
На чемпіонатах світу та Олімпійських іграх провів 68 матчів (23 закинуті шайби), а всього у складі збірної Чехословаччини — 148 матчів (56 голів).

## Тренерська діяльність
З 1983 року був граючим тренером мюнхенського клубу «Хедос». До 2007 року очолював німецькі команди«Фюссен»,  «Хедос», «Маннхаймер», «Вайсвассер», «Гайльбронн», «Обергаузен», «Дрезден», італійський «Мерано» й швейцарський «Біль». 

## Спортивні досягнення
| Нагороди                 | Команда          | Кіл. | Роки                   |
| ------------------------ | ---------------- | ---- | ---------------------- |
| Олімпійські ігри         |                  |      |                        |
| Срібло                   | Чехословаччина   | 1    | 1968                   |
| Бронза                   | Чехословаччина   | 1    | 1972                   |
| Чемпіонат світу          |                  |      |                        |
| Золото                   | Чехословаччина   | 1    | 1972                   |
| Срібло                   | Чехословаччина   | 4    | 1968, 1971, 1974, 1975 |
| Бронза                   | Чехословаччина   | 2    | 1970, 1973             |
| Чемпіонат Європи         |                  |      |                        |
| Золото                   | Чехословаччина   | 2    | 1971, 1972             |
| Срібло                   | Чехословаччина   | 3    | 1968, 1974, 1975       |
| Бронза                   | Чехословаччина   | 3    | 1968, 1970, 1973       |
| Чемпіонат Чехословаччини |                  |      |                        |
| Золото                   | «Дукла» (Їглава) | 2    | 1967, 1968             |
| Срібло                   | «Спарта» (Прага) | 1    | 1974                   |
| Бронза                   | «Спарта» (Прага) | 2    | 1977, 1978             |